# Oluyemi Thomas
Oluyemi Thomas (* in Detroit, Michigan) ist ein amerikanischer Jazzklarinettist und -saxophonist.
Thomas studierte am Washtenaw College in Ann Arbor Ingenieurwissenschaften und daneben Musik. Er spielt Bassklarinette und Tenorsaxophon. Mit seiner Frau, der Dichterin und Perkussionistin Ijeoma Thomas, bildet er seit zwanzig Jahren die Gruppe Positive Knowledge, mit der er mehrere Alben aufnahm. Daneben arbeitete er mit Cecil Taylor, Wadada Leo Smith, Alan Silva, William Parker, Wilber Morris, John Tchicai, Roscoe Mitchell, Anthony Braxton und Charles Gayle. Gegenwärtig 2018 leitet er in Detroit ein Quartett mit Kenn Thomas, Ben Willis und David Hurley.

## Diskographie
- Another Day's Journey, Positive Knowledge, 1992
- Invacation Vol. 9, Positive Knowledge, 1996
- Unity in Multiplicity mit Gino Robair, 1998
- Live in New York mit Wilber Morris, Ijeoma Thomas, Michael Wimberly, 1999, 2001

| Personendaten    | Personendaten                                    |
| ---------------- | ------------------------------------------------ |
| NAME             | Thomas, Oluyemi                                  |
| KURZBESCHREIBUNG | amerikanischer Jazzklarinettist und -saxophonist |
| GEBURTSDATUM     | 20. Jahrhundert                                  |
| GEBURTSORT       | Detroit, Michigan                                |